# Козій Ростислав Володимирович
Ростислав Володимирович Козій — підполковник Збройних сил України, що відзначився у ході російського вторгнення в Україну, учасник російсько-української війни, Герой України з врученням ордена «Золота Зірка».

## Життєпис
2006 року Ростислав Козій завершив навчання у Львівському державному ліцеї з посиленою військово-фізичною підготовкою імені Героїв Крут.
З нагоди Дня Збройних сил України 6 грудня 2014 року старшому лейтенанту 79-ї окремої десантно-штурмової бригади Ростиславу Козію було вручено орден Богдана Хмельницького.
Із початку повномасштабного вторгнення Росії підполковник Ростислав Козій командував підрозділами батальйону на передових позиціях у Луганській області. Зокрема, він керував оборонними та наступальними діями поблизу населених пунктів Лопаскине, Зарічне, Лиман, Богородичне, виконуючи поставлені завдання та знищуючи противника.

## Нагороди
- звання «Герой України» з врученням ордена «Золота Зірка» (14 жовтня 2022) — за особисту мужність і героїзм, виявлені у захисті державного суверенітету та територіальної цілісності України[3][4].
- орден Богдана Хмельницького II ступеня (2022) — за особисту мужність і самовіддані дії, виявлені у захисті державного суверенітету та територіальної цілісності України, вірність військовій присязі[5][6].
- орден Богдана Хмельницького III ступеня (2014) — за особисту мужність і героїзм, виявлені у захисті державного суверенітету та територіальної цілісності України[7].